# Walhalla (Pioneers of Love)
Walhalla is de eerste single van de Nederlandse popgroep Pioneers of Love. Het is afkomstig van het in november 2011 uitgekomen debuutalbum Contact dat de band heeft opgenomen in Shamrock Studio in Baarn. Walhalla werd direct na de release opgepikt op Radio 3FM en op het alternatieve station Kink FM. Ook staat het nummer vanaf begin juni 2011 op de playlist van TMF Vlaanderen en TMF NL.
De videoclip bij Walhalla is geregisseerd door Stephanie Pistel, die eerder al werkte met Wyclef Jean, Robbie Williams en Duran Duran.

## Hitnotering
| Walhalla in de Kink 40 Binnen: 22 april 2011 | Walhalla in de Kink 40 Binnen: 22 april 2011 | Walhalla in de Kink 40 Binnen: 22 april 2011 | Walhalla in de Kink 40 Binnen: 22 april 2011 | Walhalla in de Kink 40 Binnen: 22 april 2011 | Walhalla in de Kink 40 Binnen: 22 april 2011 | Walhalla in de Kink 40 Binnen: 22 april 2011 | Walhalla in de Kink 40 Binnen: 22 april 2011 | Walhalla in de Kink 40 Binnen: 22 april 2011 | Walhalla in de Kink 40 Binnen: 22 april 2011 | Walhalla in de Kink 40 Binnen: 22 april 2011 | Walhalla in de Kink 40 Binnen: 22 april 2011 |
| Week                                         | 1                                            | 2                                            | 3                                            | 4                                            | 5                                            | 6                                            | 7                                            | 8                                            | 9                                            | 10                                           | 11                                           |
| -------------------------------------------- | -------------------------------------------- | -------------------------------------------- | -------------------------------------------- | -------------------------------------------- | -------------------------------------------- | -------------------------------------------- | -------------------------------------------- | -------------------------------------------- | -------------------------------------------- | -------------------------------------------- | -------------------------------------------- |
| Nummer                                       | 31                                           | 27                                           | 23                                           | 18                                           | 17                                           | 9                                            | 14                                           | 22                                           | 31                                           | 33                                           | 39                                           |